# 22 de janeiro
22 de janeiro é o 22.º dia do ano no calendário gregoriano. Faltam 343 dias para acabar o ano (344 em anos bissextos).

## Eventos históricos

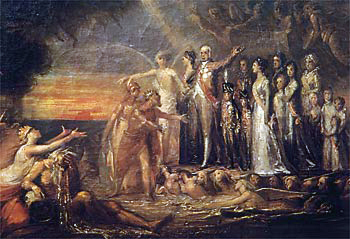
1808: Chegada no Brasil da corte portuguesa.

- 0613 — Constantino, de oito meses de idade, é coroado coimperador (César) por seu pai Heráclio em Constantinopla.
- 0871 — Batalha de Basing: os saxões ocidentais liderados pelo rei Etereldo I são derrotados pelos víquingues dinamarqueses em Basing.
- 1502 — A expedição marítima de Américo Vespúcio chega em São Vicente.
- 1506 — O primeiro contingente de 150 guardas suíços chega ao Vaticano.
- 1532 — Fundação da vila de São Vicente, no litoral de São Paulo, uma das mais antigas do Brasil.
- 1555 — Reino de Ava cai e é substituído pela Dinastia Taungû no que hoje é Myanmar.
- 1680 — Fundada a antiga cidade de Colônia do Santíssimo Sacramento, a Coroa Portuguesa buscou estender as fronteiras meridionais de sua colônia americana até ao Rio da Prata.
- 1808 — Chegada ao Brasil da família real portuguesa depois de fugir da invasão francesa de Portugal dois meses antes.
- 1815 — Assinado, durante o Congresso de Viena, o Tratado entre Portugal e o Reino Unido, abolindo o tráfico de escravos na costa de África acima do Equador.
- 1824 — Axântis derrotam as forças britânicas na Costa do Ouro.
- 1863 — Revolta de Janeiro eclode na Polônia, Lituânia e Bielorrússia. O objetivo do movimento nacional é livrar a República polaco-lituana-rutena da ocupação russa.
- 1879
  - Batalha de Isandhlwana durante a Guerra Anglo-Zulu resulta em uma derrota britânica.
  - Batalha de Rorke's Drift, também durante a Guerra Anglo-Zulu e a apenas 71 km de Isandhlwana, resulta em uma vitória britânica.
- 1889 — Fundação da Columbia Phonograph em Washington, D.C.
- 1905 — Domingo Sangrento em São Petersburgo, início da revolução de 1905.
- 1924 — Ramsay MacDonald torna-se o primeiro primeiro-ministro trabalhista do Reino Unido.
- 1941 — Segunda Guerra Mundial: tropas britânicas e da então Comunidade Britânica capturam Tobruque das forças italianas durante a Operação Compasso.
- 1943 — Segunda Guerra Mundial: as forças australianas e estadunidenses derrotam o exército e as unidades da marinha japonesa na Batalha de Buna-Gona.
- 1944 — Segunda Guerra Mundial: os Aliados começam a Operação Shingle, um ataque a Anzio e Nettuno, na Itália.
- 1946
  - No Irã, Qazi Muhammad declara a popular e independente República de Mahabad na praça Chahar Cheragh, na cidade curda de Mahabad.
  - Criação da Central Intelligence Group, precursor da Central Intelligence Agency dos EUA.
- 1957 — Israel se retira da Península do Sinai.
- 1968 — Apollo 5 lança o primeiro voo teste não tripulado do Módulo Lunar Apollo (LM-1) para o Programa Apollo da NASA.
- 1970 — Boeing 747, o primeiro "jumbo jet" do mundo, entra em serviço comercial para o cliente de lançamento Pan Am com sua viagem inaugural do Aeroporto Internacional John F. Kennedy para o Aeroporto de Londres-Heathrow.
- 1971 — Fundação da Universidade Federal do Acre.
- 1984 — Apple Macintosh, o primeiro computador de consumo a popularizar o mouse do computador e a interface gráfica do utilizador, é apresentado durante um comercial de televisão do Super Bowl XVIII (final da Liga Nacional de Futebol Americano dos EUA).
- 1990 — Programa Espacial Brasileiro: o Dove-OSCAR 17 ou DO 17, foi o primeiro satélite com fins educacionais e humanitários.
- 1998 — Programa do ônibus espacial: o ônibus espacial Endeavour é lançado na missão STS-89 para acoplar com a estação orbital russa Mir.
- 2006 — Evo Morales toma posse como presidente da Bolívia, tornando-se o primeiro presidente indígena do país.
- 2008 — Brasil comemora os duzentos anos da chegada da corte portuguesa a Salvador.
- 2009 — O presidente Barack Obama assina uma ordem executiva para fechar o campo de detenção de Guantánamo; a oposição do Congresso impedirá que ela seja implementada.[1]
- 2012 — Croatas referendam favoravelmente a adesão à União Europeia.
- 2023 — Chris Hipkins é escolhido para suceder Jacinda Ardern como primeiro-ministro da Nova Zelândia.

## Nascimentos

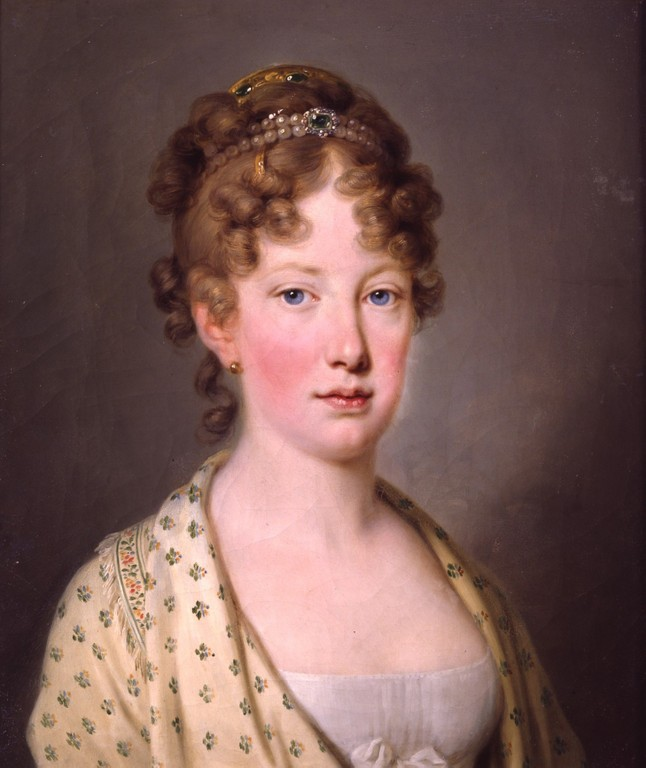
Maria Leopoldina de Áustria

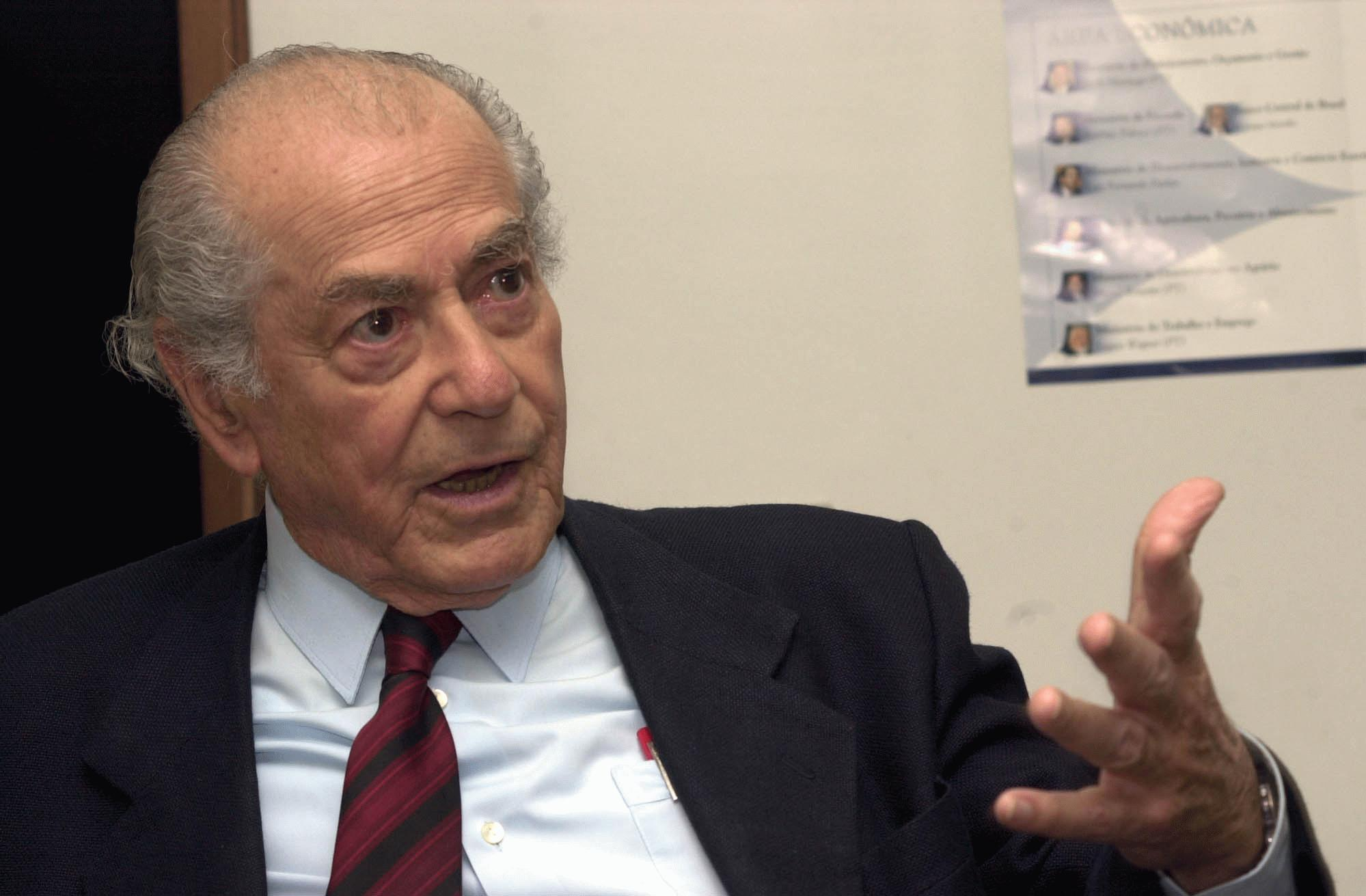
Leonel Brizola

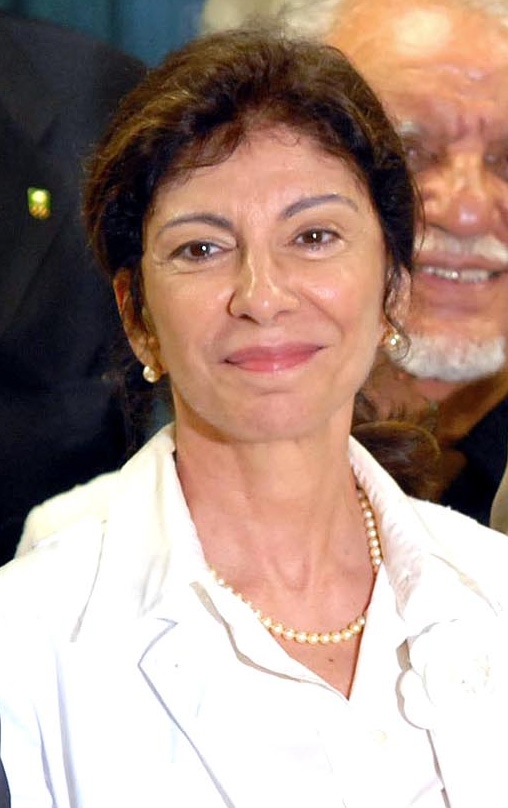
Marília Pêra

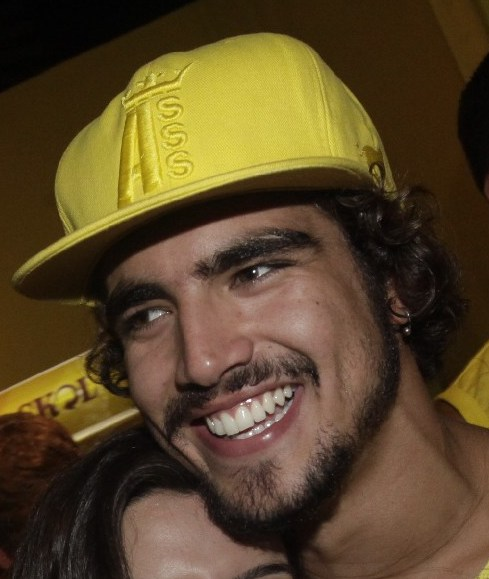
Caio Castro

### Anteriores ao século XIX
- 1263 — Ibne Taimia, erudito e teólogo sírio (m. 1328).
- 1440 — Ivã III de Moscou (m. 1505).
- 1492 — Beatriz de Baden, condessa do Palatinado-Simmern (m. 1535).
- 1522 — Carlos II, Duque de Orleães (m. 1545).
- 1552 — Walter Raleigh, explorador, corsário e poeta britânico (m. 1618).
- 1561 — Francis Bacon, filósofo e político inglês (m. 1626).
- 1573 — John Donne, poeta e clérigo inglês (m. 1631).
- 1592 — Pierre Gassendi, matemático, astrônomo e filósofo francês (m. 1665).
- 1645 — William Kidd, marinheiro e caçador de piratas escocês (m. 1701).
- 1690 — Nicolas Lancret, pintor francês (m. 1743).
- 1724 — Henrique XXIV de Reuss-Ebersdorf (m. 1779).
- 1729 — Gotthold Ephraim Lessing, escritor e filósofo alemão (m. 1781).
- 1751 — Amabel Hume-Campbell, 1.ª Condessa de Grey (m. 1833).
- 1788 — Lord Byron, poeta e dramaturgo britânico (m. 1824).
- 1796 — Karl Ernst Claus, químico, botânico e acadêmico estoniano-russo (m. 1864).
- 1797 — Maria Leopoldina de Áustria (m. 1826).

### Século XIX
- 1804 — Francisco Marcondes Homem de Melo, nobre brasileiro (m. 1881).
- 1831 — Cristiano de Eslésvico-Holsácia (m. 1917).
- 1834 — Jennie Fowler Willing, educadora, escritora e sufragista norte-americana (m. 1916).
- 1845 — Paul Vidal de La Blache, geógrafo francês (m. 1918).
- 1849 — August Strindberg, romancista, poeta e dramaturgo sueco (m. 1912).
- 1865 — Wilbur Scoville, farmacêutico e químico estadunidense (m. 1942).
- 1869 — José Vicente de Freitas, coronel e político português (m. 1952).
- 1875 — D. W. Griffith, diretor, produtor e roteirista de cinema estadunidense (m. 1948).
- 1877 — Hjalmar Schacht, político e economista alemão (m. 1970).
- 1879 — Francis Picabia, pintor e poeta francês (m. 1953).
- 1880 — Frigyes Riesz, matemático e acadêmico húngaro (m. 1956).
- 1885 — Eugène Christophe, ciclista francês (m. 1970).
- 1888
  - Marco Torrès, ginasta francês (m. 1963).
- 1889
  - Henri Pélissier, ciclista francês (m. 1935).
  - Willi Baumeister, pintor, cenógrafo e fotógrafo alemão (m. 1955).
- 1890 — Frederick M. Vinson, juiz e político americano (m. 1953).
- 1891
  - Antonio Gramsci, filósofo e político italiano (m. 1937).
  - Bruno Loerzer, aviador alemão (m. 1960).
- 1892
  - Marcel Dassault, empresário francês (m. 1986).
  - João Sassetti, esgrimista português (m. 1946).
- 1893 — Conrad Veidt, ator, diretor e produtor teuto-americano (m. 1943).
- 1895 — Plínio Salgado, jornalista e político brasileiro (m. 1975).
- 1897
  - Rosa Ponselle, soprano americana (m. 1981).
  - Barbosa Lima Sobrinho, jornalista e político brasileiro (m. 2000).
- 1898
  - Denise Legeay, atriz francesa (m. 1968).
  - Serguei Eisenstein, diretor e roteirista russo (m. 1948).
- 1900 — Fredric Hope, diretor de arte estadunidense (m. 1937).

### Século XX

#### 1901–1950
- 1902 — Daniel Kinsey, atleta, treinador e acadêmico estadunidense (m. 1970).
- 1904 — George Balanchine, dançarino, coreógrafo e diretor georgiano-americano (m. 1983).
- 1906 — Robert E. Howard, escritor e poeta estadunidense (m. 1936).
- 1907 — Dixie Dean, futebolista britânico (m. 1980).
- 1908
  - Lev Landau, físico e acadêmico azerbaijano-russo (m. 1968).
  - Pedro Ferrer, futebolista cubano (m. ?).
- 1909
  - Porfirio Rubirosa, automobilista, jogador de pólo e diplomata dominicano (m. 1965).
  - U Thant, educador e diplomata birmanês (m. 1974).
  - Ann Sothern, atriz e cantora estadunidense (m. 2001).
- 1911 — Bruno Kreisky, advogado e político austríaco (m. 1990).
- 1913 — William John Conway, cardeal irlandês (m. 1977).
- 1916
  - Henri Dutilleux, pianista, compositor e educador francês (m. 2013).
  - Edmundo Suárez, futebolista e treinador de futebol espanhol (m. 1978).
  - Manuel Chorens, futebolista cubano (m. ?).
- 1918 — Elmer Lach, jogador e treinador de hóquei no gelo canadense (m. 2015).
- 1919
  - Sid Ramin, compositor estadunidense (m. 2019).
  - Harry Delbert Thiers, micologista norte-americano (m. 2000).
- 1920
  - Irving Kristol, jornalista, escritor e acadêmico americano (m. 2009).
  - Alf Ramsey, treinador de futebol e futebolista britânico (m. 1999).
  - Chiara Lubich, leiga católica italiana (m. 2008).
- 1921 — Vasco Mariz, historiador, musicólogo, escritor e diplomata brasileiro (m. 2017).
- 1922 — Leonel Brizola, político brasileiro (m. 2004).
- 1923
  - Diana Douglas, atriz anglo-americana (m. 2015).
  - Marcus Vinícius Dias, basquetebolista brasileiro (m. 1992).
- 1924
  - J. J. Johnson, trombonista e compositor americano (m. 2001).
  - Ján Chryzostom Korec, cardeal eslovaco (m. 2015).
- 1928 — Jorge Ibargüengoitia, escritor mexicano (m. 1983).
- 1931
  - Galina Zybina, lançadora de peso e de dardo russa (m. 2024).
  - Sam Cooke, cantor e compositor americano (m. 1964).
  - Josef Hamerl, futebolista austríaco (m. 2017).
- 1932
  - Piper Laurie, atriz estadunidense (m.2023).
  - Chica Xavier, atriz brasileira (m. 2020).
- 1933 — Yury Chesnokov, jogador e treinador de voleibol russo (m. 2010).
- 1934 — Bill Bixby, ator e diretor de cinema estadunidense (m. 1993).
- 1935 — Seymour Cassel, ator estadunidense (m. 2019).
- 1936
  - Alan Heeger, físico e químico estadunidense.
  - Ong Teng Cheong, arquiteto e político singapurense (m. 2002).
- 1937 — Edén Pastora, político nicaraguense (m. 2020).
- 1938
  - Peter Hill Beard, fotógrafo e escritor australiano (m. 2020).
  - Altair, futebolista e treinador de futebol brasileiro (m. 2019).
- 1939
  - Alfredo Palacio, médico e político equatoriano.
  - Luigi Simoni, futebolista e treinador de futebol italiano (m. 2020).
- 1940 — John Hurt, ator britânico (m. 2017).
- 1941 — Jaan Kaplinski, poeta, filósofo e crítico literário estoniano.
- 1942
  - Amine Gemayel, político libanês.
  - Juan Carlos Sarnari, futebolista argentino (m.2023).
  - Mimis Domazos, ex-futebolista grego.
- 1943
  - Ronnie Cord, cantor brasileiro (m. 1986).
  - Marília Pêra, atriz brasileira (m. 2015).
- 1944
  - António Monteiro, diplomata português.
  - Patience Dabany, cantora e musicista gabonesa.
- 1945 — Christoph Schönborn, cardeal austríaco.
- 1946 — Malcolm McLaren, cantor, compositor e produtor musical estadunidense (m. 2010).
- 1949
  - Steve Perry, cantor, compositor e produtor musical estadunidense.
  - Orlando Pereira, futebolista e treinador de futebol brasileiro (m. 1999).
- 1950 — Marshall Rogers, desenhista estadunidense (m. 2007).

#### 1951–2000
- 1951 — Ondrej Nepela, patinador artístico e treinador tchecoslovaco (m. 1989).
- 1952 — Dhu Moraes, atriz e cantora brasileira.
- 1953
  - Jim Jarmusch, diretor e roteirista americano.
  - Karen Moe, ex-nadadora estadunidense.
  - Jürgen Pommerenke, ex-futebolista alemão.
- 1955
  - Thomas Jones, capitão, aviador e astronauta americano.
  - John Wesley Shipp, ator estadunidense.
- 1957
  - Ernst Baumeister, ex-futebolista austríaco.
  - Tharman Shanmugaratnam, economista e político singapurense.
- 1958
  - Charles Toubé, futebolista camaronês (m. 2016).
  - Nikos Anastopoulos, ex-futebolista e treinador de futebol grego.
- 1959
  - Linda Blair, atriz estadunidense.
  - Timoleón Jiménez, líder revolucionário colombiano.
- 1960 — Michael Hutchence, cantor e compositor australiano (m. 1997).
- 1961
  - Elzo, ex-futebolista brasileiro.
  - Daniel Johnston, cantor e compositor estadunidense (m. 2019).
  - Dan Frost, ex-ciclista dinamarquês.
- 1962
  - Orlando Morais, cantor e compositor brasileiro.
  - Karla Sabah, cantora, atriz e professora de teatro brasileira.
  - Mizan Zainal Abidin, sultão malaio.
- 1963 — Andrei Tchmil, ex-ciclista russo.
- 1965
  - Beto Jamaica, cantor e compositor brasileiro.
  - Diane Lane, atriz estadunidense.
  - Ida Álvares, ex-jogadora de vôlei brasileira.
  - Steven Adler, músico estadunidense.
  - Chintara Sukapatana, atriz tailandesa.
- 1966 — Yuriy Vernydub, ex-futebolista e treinador de futebol ucraniano.
- 1967
  - Ecaterina Szabó, ex-ginasta romena.
  - Robert Lechner, ex-ciclista alemão.
- 1968
  - Heath, cantor, compositor e baixista japonês.
  - Frank Lebœuf, ex-futebolista e ator francês.
  - Raquel Cassidy, atriz britânica.
  - Mauricio Serna, ex-futebolista colombiano.
  - Tatau, cantor, compositor, percussionista e instrumentista brasileiro.
- 1969
  - Olivia d'Abo, cantora, compositora e atriz anglo-americana.
  - Ekaterina Anikeeva, ex-jogadora de polo aquático russa.
- 1970
  - Alex Ross, pintor de histórias em quadrinhos estadunidense.
  - Armandinho, cantor e compositor brasileiro.
  - Fan Zhiyi, ex-futebolista chinês.
  - Abraham Olano, ex-ciclista espanhol.
- 1971 — Gonzalo Rodríguez, automobilista uruguaio (m. 1999).
- 1972
  - Gabriel Macht, ator estadunidense.
  - Katie Barberi, atriz e modelo mexicana.
- 1973
  - Rogério Ceni, ex-futebolista e treinador de futebol brasileiro.
  - Bárbara Rebolledo, apresentadora de televisão chilena.
- 1974
  - Joseph Muscat, jornalista e político maltês.
  - Barbara Dex, cantora belga.
  - Jörg Böhme, ex-futebolista e treinador de futebol alemão.
  - Kaysha, cantor congolês.
- 1975
  - Felipe Giaffone, automobilista brasileiro.
  - Mauro Machado, ex-futebolista brasileiro.
- 1976 — Stefan van Dijk, ex-ciclista neerlandês.
- 1977
  - Madjer, ex-futebolista português.
  - Hidetoshi Nakata, ex-futebolista japonês.
  - Odair Hellmann, ex-futebolista e treinador de futebol brasileiro.
- 1978
  - Chone Figgins, jogador de beisebol americano.
  - Ernani Pereira, ex-futebolista brasileiro-azeri.
- 1979
  - Carlos Ruiz, jogador de beisebol panamenho.
  - Luciana Mello, cantora brasileira.
  - Lincoln, ex-futebolista brasileiro.
- 1980 — Jonathan Woodgate, ex-futebolista e treinador de futebol britânico.
- 1981
  - Ben Moody, cantor, compositor, guitarrista, produtor e ator americano.
  - Willa Ford, cantora, compositora, produtora e atriz americana.
  - Beverley Mitchell, atriz estadunidense.
  - Mônica Apor, jornalista brasileira.
- 1982
  - Fabricio Coloccini, ex-futebolista argentino.
  - Peter Jehle, ex-futebolista liechtensteinense.
  - Marcelo Saragosa, ex-futebolista brasileiro.
  - Paula Pequeno, jogadora de vôlei brasileira.
- 1983
  - Getúlio Vargas, ex-futebolista brasileiro.
  - Étienne Bacrot, enxadrista francês.
- 1984
  - Leon Powe, ex-jogador de basquete americano.
  - Raica Oliveira, modelo brasileira.
  - Dennis Kimetto, fundista queniano.
- 1985
  - Mohamed Sissoko, ex-futebolista malinês.
  - Hristo Zlatinski, ex-futebolista búlgaro.
  - Ben Hanley, automobilista britânico.
  - Alex Bolaños, futebolista equatoriano.
  - Orianthi, guitarrista e cantora australiana.
- 1986
  - Matt Simon, ex-futebolista australiano.
  - Adrián Ramos, futebolista colombiano.
- 1987
  - Kirill Kombarov, ex-futebolista russo.
  - Shane Long, ex-futebolista irlandês.
  - Dmitri Kombarov, ex-futebolista russo.
- 1988
  - Greg Oden, jogador de basquete americano.
  - Mizuho Ishida, jogadora de vôlei japonesa.
  - Marcel Schmelzer, ex-futebolista alemão.
- 1989
  - Caio Castro, ator e automobilista brasileiro.
  - Franco Vázquez, futebolista argentino.
  - Ugo Legrand, judoca francês.
- 1990
  - Alizé Cornet, ex-tenista francesa.
  - Logic, rapper americano.
  - Priscila Ubba, atriz brasileira.
- 1991 — Yann Cunha, automobilista brasileiro.
- 1992
  - Vincent Aboubakar, futebolista camaronês.
  - Marcelo Cirino, futebolista brasileiro.
  - Conor Dunne, ciclista irlandês.
  - Leandro Marín, futebolista argentino.
  - MC GW, cantor e compositor brasileiro.
- 1993 — Rio Haryanto, ex-automobilista indonésio.
- 1994 — Vladlen Yurchenko, futebolista ucraniano.
- 1996
  - Kevin N'Doram, futebolista francês.
  - Angus Gunn, futebolista britânico.
- 1997
  - Marius Mouandilmadji, futebolista chadiano.
  - Fan Zhendong, mesa-tenista chinês.
- 1998
  - Silentó, rapper, cantor e compositor americano.
  - Frederik Madsen, ciclista dinamarquês.
  - Justin Bijlow, futebolista neerlandês.

### Século XXI
- 2001 — Jayde Riviere, futebolista canadense.
- 2002
  - George Bello, futebolista norte-americano.
  - Caitlin Clark, jogadora de basquetebol norte-americano.
- 2007 — Pau Cubarsí, futebolista espanhol.

## Mortes

### Anteriores ao século XIX
- 0239 — Cao Rui, imperador chinês (n. 205).
- 0628 — Anastácio da Pérsia, mártir (n. ?).
- 1170 — Wang Chongyang, taoísta chinês (n. 1113).
- 1188 — Fernando II de Leão (n. 1137).
- 1341 — Luís I de Bourbon (n. 1279).
- 1511 — Joana de Bourbon-Vendôme, duquesa de Bourbon (n. 1465).
- 1536 — João de Leiden, líder anabatista neerlandês (n. 1509).
- 1552 — Eduardo Seymour, 1.º Duque de Somerset, general e político inglês (n. 1500).
- 1557 — Arquibaldo Douglas, 6º conde de Angus (n. 1489).
- 1560 — Wang Zhi, pirata chinês (n. ?).
- 1575 — Jaime Hamilton, Duque de Châtellerault (n. 1516).
- 1664 — João da Costa, militar português (n. 1610).
- 1666 — Shah Jahan, imperador mogol (n. 1592).
- 1767 — Johann Gottlob Lehmann, meteorologista e geólogo alemão (n. 1719).

### Século XIX
- 1815 — Carlos Amarante, engenheiro e arquiteto português (n. 1748).
- 1823 — John Julius Angerstein, comerciante e segurador britânico (n. 1732).
- 1840 — Johann Friedrich Blumenbach, médico, fisiologista e antropólogo alemão (n. 1752).
- 1845 — Pierre Hyacinthe Azaïs, filósofo francês (n. 1766).
- 1850 — Vicente Pallotti, missionário e santo italiano (n. 1795).
- 1891 — Benjamin Constant, político e militar brasileiro (n. 1836).
- 1900 — David Edward Hughes, físico anglo-americano (n. 1831).

### Século XX
- 1901 — Vitória do Reino Unido (n. 1819).
- 1903 — Augustus Hare, clérigo e escritor britânico (n. 1834).
- 1909 — Emil Erlenmeyer, químico e acadêmico alemão (n. 1825).
- 1917 — Bérenger Saunière, padre francês (n. 1852).
- 1922
  - Camille Jordan, matemático e acadêmico francês (n. 1838).
  - Papa Bento XV (n. 1854).
  - Fredrik Bajer, educador e político dinamarquês (n. 1837).
- 1925 — Fanny Bullock Workman, geógrafa e montanhista americana (n. 1859).
- 1931 — László Batthyány-Strattmann, médico e oftalmologista húngaro (n. 1870).
- 1945 — Else Lasker-Schüler, poetisa e dramaturga alemã (n. 1869).
- 1951 — Harald Bohr, matemático e futebolista dinamarquês (n. 1887).
- 1955 — Jonni Myyrä, atleta finlandês-americano (n. 1892).
- 1957 — Ralph Barton Perry, filósofo e acadêmico americano (n. 1876).
- 1959 — Mike Hawthorn, automobilista britânico (n. 1929).
- 1966 — Herbert Marshall, ator britânico (n. 1890).
- 1968 — Duke Kahanamoku, nadador e jogador de pólo aquático americano (n. 1890).
- 1972 — Miguel Gustavo, compositor e jornalista brasileiro (n. 1922).
- 1973 — Lyndon B. Johnson, tenente e político estadunidense (n. 1908).
- 1977 — Maysa, cantora, atriz e compositora brasileira (n. 1936).
- 1979 — Ali Hassan Salameh, líder rebelde palestino (n. 1940).
- 1982 — Eduardo Frei Montalva, advogado e político chileno (n. 1911).
- 1987 — Budd Dwyer, educador e político estadunidense (n. 1939).
- 1990 — Roman Vishniac, fotógrafo russo-estadunidense (n. 1897).
- 1992
  - Luís de Albuquerque, matemático português (n. 1917).
  - Marta Obregón Rodríguez, estudante espanhola (n. 1969).
- 1993 — Kobo Abe, dramaturgo e fotógrafo japonês (n. 1924).
- 1994
  - Jean-Louis Barrault, ator e diretor francês (n. 1910).
  - Telly Savalas, ator estadunidense (n. 1922).
- 1996 — Rubens Corrêa, ator brasileiro (n. 1931).
- 1997 — Ênio Andrade, futebolista e treinador brasileiro (n. 1928).
- 2000 — Anne Hébert, escritora e poetisa canadense (n. 1916).

### Século XXI
- 2003 — Dona Zica, sambista brasileira (n. 1913).
- 2004 — Ann Miller, atriz, cantora e dançarina estadunidense (n. 1923).
- 2005 — Consuelo Velázquez, pianista e compositora mexicana (n. 1916).
- 2007
  - Ngo Quang Truong, general vietnamita (n. 1929).
  - Abbé Pierre, sacerdote e humanista francês (n. 1912).
  - Carlos Olivier, cirurgião e ator venezuelano (n. 1952).
- 2008
  - Dora Bria, atleta brasileira (n. 1958).
  - Heath Ledger, ator e diretor de cinema australiano (n. 1979).
  - Bernie Boston, fotógrafo estadunidense (n. 1933).
- 2009 — Clément Pinault, futebolista francês (n. 1985).
- 2010
  - Jean Simmons, atriz anglo-estadunidense (n. 1929).
  - Apache, rapper estadunidense (n. 1964).
  - Jennifer Lyn Jackson, modelo estadunidense (n. 1969).
- 2012 — Joe Paterno, jogador e técnico de futebol americano estadunidense (n. 1926).
- 2013
  - Robert Bonnaud, historiador e acadêmico francês (n. 1929).
  - Lídia Mattos, atriz brasileira (n. 1924).
- 2014 — François Deguelt, cantor francês (n. 1931).
- 2017 — Masaya Nakamura, empresário japonês (n. 1925).
- 2018 — Ursula K. Le Guin, romancista de ficção científica e fantasia americana (n. 1925).
- 2021 — Hank Aaron, jogador de beisebol estadunidense (n. 1934).
- 2022 — Thich Nhat Hanh, monge budista vietnamita, ativista da paz e fundador da Plum Village Tradition (n. 1926).
- 2023
  - Sal Piro, ator, diretor de teatro e professor norte-americano (n. 1950).
  - Gilson Ricardo, radialista brasileiro (n. 1948).
- 2024 — Arno Allan Penzias, físico alemão (n. 1933).
- 2025 — Piruinha, contraventor e bicheiro brasileiro (n.1929).

## Feriados e eventos cíclicos

### Portugal
- Dia de São Vicente - Feriado Municipal em São Vicente e Vila do Bispo.

### Brasil
- Fundação de São Vicente - Primeira vila do Brasil (1532)

### Cristianismo
- Anastácio da Pérsia
- Blesila
- Guilherme José Chaminade
- Laura Vicuña
- Vicente de Saragoça
- Vicente, Orôncio e Vítor
- Vicente Pallotti

## Outros calendários
- No calendário romano era o 11.º dia (XI) antes das calendas de fevereiro.
- No calendário litúrgico tem a letra dominical A para o dia da semana.
- No calendário gregoriano a epacta do dia é ix.